# Sisicus
Sisicus es un género de arañas araneomorfas de la familia Linyphiidae. Se encuentra en la zona holártica.

## Lista de especies
Según The World Spider Catalog 12.0:
- Sisicus apertus (Holm, 1939)
- Sisicus penifusifer Bishop & Crosby, 1938
- Sisicus volutasilex Dupérré & Paquin, 2007